# Curro Torres
Cristóbal Emilio Torres Ruiz (Ahlen, 27 december 1976) - voetbalnaam Curro Torres - is een in Duitsland geboren Spaanse gewezen profvoetballer en huidigetrainer.

## Clubvoetbal
Curro Torres begon als profvoetballer bij Gramenet UEA in 1995. Na twee seizoenen vertrok hij naar het tweede elftal van Valencia CF, waar de verdediger tot 1999 bleef. Na één seizoen bij Recreativo Huelva (1999-2000) kwam Curro Torres in 2000 bij CD Tenerife. Met deze club eindigde hij in het seizoen 2000/2001 als derde in de Segunda División A, wat promotie naar de Primera División opleverde. Curro Torres bleef echter niet bij CD Tenerife, want samen met aanvaller Mista en trainer Rafael Benítez verruilde hij de club van de Canarische Eilanden voor Valencia CF. Met Los Chés werd Curro Torres tweemaal landskampioen (2002, 2004) en won hij in 2004 de UEFA Cup. Hij speelde per 2009/10 voor Gimnàstic de Tarragona, waar hij transfervrij heen mocht doordat Valencia CF zijn doorlopende contract ontbond uit dank voor bewezen diensten.

### Statistieken
| seizoen    | club                      | land            | competitie         | wed. | goals |
| ---------- | ------------------------- | --------------- | ------------------ | ---- | ----- |
| 1999-01    | Valencia CF               | Vlag van Spanje | Primera División   | -    | -     |
| 1999-00    | →Recreativo Huelva (huur) | Vlag van Spanje | Segunda División A | 37   | 1     |
| 2000-01    | →CD Tenerife (huur)       | Vlag van Spanje | Segunda División A | 39   | 2     |
| 2001-02    | Valencia CF               | Vlag van Spanje | Primera División   | 34   | 2     |
| 2002-03    | Valencia CF               | Vlag van Spanje | Primera División   | 14   | 0     |
| 2003-04    | Valencia CF               | Vlag van Spanje | Primera División   | 29   | 1     |
| 2004-05    | Valencia CF               | Vlag van Spanje | Primera División   | 19   | 0     |
| 2005-06    | Valencia CF               | Vlag van Spanje | Primera División   | 3    | 1     |
| 2006-07    | Valencia CF               | Vlag van Spanje | Primera División   | 11   | 0     |
| 2007-08    | →Real Murcia (huur)       | Vlag van Spanje | Primera División   | 2    | 0     |
| 2008-09    | Valencia CF               | Vlag van Spanje | Primera División   | 1    | 0     |
| 2009-10    | Gimnàstic de Tarragona    | Vlag van Spanje | Segunda División A | -    | -     |
| Bijgewerkt | 12-02-2007                |                 |                    |      |       |

## Nationaal elftal
Curro Torres was tevens international. Hij speelde vijf interlands voor het Spaans nationaal elftal. Zijn debuut was op 14 november 2001 tegen Mexico. Curro Torres behoorde tot de Spaanse selectie voor het WK 2002. Op dit toernooi speelde de verdediger alleen in de laatste groepswedstrijd tegen Zuid-Afrika op 12 juni 2002, zijn laatste interland. Curro Torres speelde verder meerdere malen voor het Catalaans elftal.

## Trainer
Na ongeveer vijf jaar zou hij op 7 april 2014 als trainer terugkeren bij Valencia CF Mestalla, een ploeg uit de Segunda División B.  Hij kon de ploeg redden met een zestiende plaats.  Ook de drie daaropvolgende jaren zou hij de ploeg leiden met plaats 14, 8 en 3 als eindresultaat.  Met dit laatste resultaat zou de ploeg naar de eindronde leiden, maar werd uitgeschakeld door Albacete Balompié.
Hij zelf zou vanaf het seizoen 2017-2018 aan de slag gaan bij Lorca FC. Toen in december de nieuwkomer in de Segunda División A slecht presteerde, werd hij ontslagen en vervangen door Fabri González.
Op 20 september 2018 werd hij aangesteld bij NK Istra 1961, een ploeg uit Kroatië dat op het hoogste niveau speelt.  Hij zou er echter maar een maand blijven.  Later op het seizoen verving hij op 28 november 2018 José Ramón Sandoval bij Córdoba CF, een ploeg uit de Segunda División A.  Toen op 25 februari 2019 bleek dat hij nog minder punten behaald had dan zijn voorganger, werd hij op zijn beurt ontslagen.
Toen tijdens seizoen 2019-2020 José Eloy Jiménez Moreno ontslagen werd bij CD Lugo, een ploeg uit de Segunda División A, verving hij hem op 27 december 2019.
1 Casillas ·
2 Torres ·
3 Juanfran ·
4 Helguera ·
5 Puyol ·
6 Hierro  ·
7 Raúl ·
8 Baraja ·
9 Morientes ·
10 Tristán ·
11 De Pedro ·
12 Luque ·
13 Ricardo ·
14 Albelda ·
15 Romero ·
16 Mendieta ·
17 Valerón ·
18 Sergio ·
19 Xavi ·
20 Nadal ·
21 Enrique ·
22 Joaquín ·
23 Contreras ·
Coach: Camacho